# Monumento natural Abra de Río Frío
El Monumento natural Abra de Río Frío es un espacio natural protegido localizado en el municipio de San Cristóbal, en el estado de Táchira, Venezuela. Recibió el estatus de monumento natural el 18 de febrero de 1993.
El espacio natural tiene como objetivo proteger la estructura geológica y orográfica del abra del río Frío, único paso natural a través de las cordilleras andinas, y que une los altos Llanos occidentales y la depresión tectónica del Táchira.
El área, de una superficie total de 1.282 hectáreas, es de una vegetación muy poblada, cuya flora juega un papel regulador de las condiciones microclimáticas en sus entornos. Los Cerros de Blanquisal son conocidos por su belleza paisajística. Cerca de sus lindes, que se extienden hasta las riberas del río Uribante, se unen los ríos Frío y Quinimari.
El área natural también protege la transitabilidad de la carretera que comunica San Cristóbal con las comarcas del Uribiante.